# Jimmy Crute
Jimmy Crute, né le 4 mars 1996 à Singleton, est un pratiquant australien d'arts martiaux mixtes (MMA). Il combat actuellement dans la division des poids mi-lourds de l'Ultimate Fighting Championship.

## Carrière dans les arts martiaux mixtes

### Débuts (2016-2018)
Jim Edward Crute fait ses débuts professionnels au sein de la fédération australienne Hex Fight Series. Il dispute son premier combat professionnel le 20 février 2016, qu'il remporte face à Ben Kelleher par soumission, au 1er round, avec une clé de bras. 
Le 23 juin 2017, il capture le titre des poids mi-lourds de la fédération en battant le même Ben Kelleher, une nouvelle fois par soumission au 1er round. 

### Parcours au sein de l'Ultimate Fighting Championship (2018-)

#### Première période (2018-2023)
Jimmy Crute prend part à la deuxième saison des Dana White's Contender Series. Le 24 juillet 2018, il vainc Chris Birchler par KO technique au 1er round pour décrocher un contrat avec l'UFC.
Il dispute son premier combat dans la fédération américaine le 1er décembre 2018, qu'il remporte en soumettant Paul Craig (en) à 9 secondes de la fin du combat, à l'aide d'une kimura.
Deux mois plus tard, lors de l'UFC 234, le 10 février 2019, il décroche sa deuxième victoire à l'UFC en vainquant l'Américain Sam Alvey (en) par KO technique au 1er round.
Le 14 septembre 2019, Jimmy Crute concède la première défaite de sa carrière en s'inclinant face au Letto-canadien Misha Cirkunov (en) via soumission au 1er round.
Le 23 février 2020, il vient à bout de Michał Oleksiejczuk (en) en le soumettant avec une kimura au 1er round, et décroche son 1er bonus de Performance de la soirée.
Le 18 octobre suivant, il bat Modestas Bukauskas (en) par KO avec un enchaînement de crochet du poing droit, uppercut puis crochet du poing gauche, à la 2e minute du 1er round,. Il décroche un nouveau bonus de Performance de la soirée par la même occasion.
Le 24 avril 2021, lors de l'UFC 261, Crute perd face au vétéran Anthony Smith (en) par KO technique dans l'entre-deux rounds dû à une blessure à la jambe gauche.
Le 4 décembre de la même année, l'Australien s'incline face à l'Américain Jamahal Hill par KO après 48 secondes de combat.
Le 12 février 2023, l'affrontement entre Crute et Alonzo Menifield (en) se conclue en match nul. Une deuxième rencontre a lieu le 8 juillet suivant, lors de l'UFC 290, laquelle voit Crute s'incliner par soumission au cours de la 2e reprise. À la suite de cette défaite, et après avoir considéré se retirer du MMA, Jimmy Crute annonce prendre une pause d'une durée indéfinie.

#### Retour (2025-)
Jimmy Crute effectue son retour dans l'octogone le 8 février 2025, lors de l'UFC 312 à Sydney, où il affronte le Brésilien Rodolfo Bellato. Après 3 rounds, le combat se conclut par un match nul, Crute ayant remporté le premier round 10-8 à l'unanimité, mais perdant les deux rounds suivants selon deux des trois juges.

## Vie privée
Jusqu'à son arrivée à l'UFC, Jimmy Crute travaillait comme conducteur de chariot élévateur.
Après sa défaite contre Anthony Smith, Crute a révélé avoir combattu avec une déchirure ligamentaire au genou non traitée depuis 2020,.
Il vit dans un van,.

## Palmarès en arts martiaux mixtes
| 19 combats     | 13 victoires | 4 défaites |
| Par KO         | 5            | 2          |
| Par soumission | 5            | 2          |
| Sur décision   | 3            | 0          |
| Égalités       | 2            | 2          |

| Résultat | Record | Adversaire          | Méthode                                 | Événement                                           | Date              | Round | Temps | Lieu                                       | Notes                                                      |
| -------- | ------ | ------------------- | --------------------------------------- | --------------------------------------------------- | ----------------- | ----- | ----- | ------------------------------------------ | ---------------------------------------------------------- |
| Victoire | 13-4–1 | Marcin Prachnio     | Soumission (armbar)                     | UFC 318 : Holloway contre Poirier 3                 | 19 juillet 2025   | 1     | 4:41  | Nouvelle-Orléans, Louisiane, États-Unis    |                                                            |
| Égalité  | 12–4-2 | Rodolfo Bellato     | Égalité majoritaire                     | UFC 312 : du Plessis contre Strickland 2            | 8 février 2025    | 3     | 5:00  | Sydney, Nouvelle-Galles du Sud, Australie  |                                                            |
| Défaite  | 12–4–1 | Alonzo Menifield    | Soumission (étranglement en guillotine) | UFC 290: Volkanovski vs. Rodríguez                  | 8 juillet 2023    | 2     | 1:55  | Las Vegas, Nevada, États-Unis              |                                                            |
| Égalité  | 12–3–1 | Alonzo Menifield    | Égalité majoritaire                     | UFC 284: Makhachev vs. Volkanovski                  | 12 février 2023   | 3     | 5:00  | Perth, Australie-Occidentale, Australie    |                                                            |
| Défaite  | 12–3   | Jamahal Hill        | KO (coups de poing)                     | UFC on ESPN: Font vs. Aldo                          | 4 décembre 2021   | 1     | 0:48  | Las Vegas, Nevada, États-Unis              |                                                            |
| Défaite  | 12–2   | Anthony Smith       | TKO (blessure à la jambe)               | UFC 261: Usman vs. Masvidal II                      | 24 avril 2021     | 1     | 5:00  | Jacksonville, Floride, États-Unis          |                                                            |
| Victoire | 12–1   | Modestas Bukauskas  | KO (coups de poing)                     | UFC Fight Night: Ortega vs. The Korean Zombie       | 18 octobre 2020   | 1     | 2:01  | Abou Dabi, Émirats arabes unis             | Performance de la soirée.                                  |
| Victoire | 11–1   | Michał Oleksiejczuk | Soumission (kimura)                     | UFC Fight Night: Felder vs. Hooker                  | 23 février 2020   | 1     | 3:29  | Auckland, Nouvelle-Zélande                 | Performance de la soirée.                                  |
| Défaite  | 10–1   | Misha Cirkunov      | Soumission (Peruvian necktie)           | UFC Fight Night: Cowboy vs. Gaethje                 | 14 septembre 2019 | 1     | 3:38  | Vancouver, Colombie-Britannique, Canada    |                                                            |
| Victoire | 10–0   | Sam Alvey           | TKO (coups de poing)                    | UFC 234: Adesanya vs. Silva                         | 10 février 2019   | 1     | 2:49  | Melbourne, Victoria, Australie             |                                                            |
| Victoire | 9–0    | Paul Craig          | Soumission (kimura)                     | UFC Fight Night: dos Santos vs. Tuivasa             | 2 décembre 2018   | 3     | 4:51  | Adélaïde, Australie-Méridionale, Australie |                                                            |
| Victoire | 8–0    | Chris Birchler      | TKO (coups de poing)                    | Dana White's Contender Series : Saison 2, Épisode 6 | 24 juillet 2018   | 1     | 4:23  | Las Vegas, Nevada, États-Unis              |                                                            |
| Victoire | 7–0    | Kim Doo-hwan        | Décision unanime                        | Hex Fight Series 13: Campbell vs. Vaile             | 23 mars 2018      | 5     | 5:00  | Melbourne, Victoria, Australie             | Défend le titre des poids mi-lourds du Hex Fight Series.   |
| Victoire | 6–0    | Steven Warby        | Décision unanime                        | Hex Fight Series 12: Crute vs. Warby                | 24 novembre 2017  | 5     | 5:00  | Melbourne, Victoria, Australie             | Défend le titre des poids mi-lourds du Hex Fight Series.   |
| Victoire | 5–0    | Ben Kelleher        | Soumission (étranglement bras-tête)     | Hex Fight Series 9: Crute vs. Kelleher              | 23 juin 2017      | 1     | 1:23  | Melbourne, Victoria, Australie             | Remporte le titre des poids mi-lourds du Hex Fight Series. |
| Victoire | 4–0    | Nathan Reddy        | TKO (coups de poing)                    | Hex Fight Series 8: Potter vs. Brites               | 31 mars 2017      | 1     | 4:59  | Melbourne, Victoria, Australie             |                                                            |
| Victoire | 3–0    | Matt Eland          | TKO                                     | Hex Fight Series 7: Culibao vs. Berthet             | 2 décembre 2016   | 1     | 2:55  | Melbourne, Victoria, Australie             |                                                            |
| Victoire | 2–0    | Mike Turner         | Décision unanime                        | Hex Fight Series 6: Ebersole vs. Kennedy            | 24 juin 2016      | 3     | 5:00  | Melbourne, Victoria, Australie             |                                                            |
| Victoire | 1–0    | Ben Kelleher        | Soumission (clé de bras)                | Hex Fight Series 5: Fogagnolo vs. Way               | 20 février 2016   | 1     | 4:01  | Melbourne, Victoria, Australie             |                                                            |